# Recques-sur-Hem
Recques-sur-Hem és un municipi francès situat al departament del Pas de Calais i a la regió dels Alts de França. L'any 2007 tenia 596 habitants.

## Demografia

### Població
El 2007 la població de fet de Recques-sur-Hem era de 596 persones. Hi havia 200 famílies de les quals 31 eren unipersonals (4 homes vivint sols i 27 dones vivint soles), 67 parelles sense fills, 94 parelles amb fills i 8 famílies monoparentals amb fills.
La població ha evolucionat segons el següent gràfic:
Habitants censats

### Habitatges
El 2007 hi havia 338 habitatges, 206 eren l'habitatge principal de la família, 121 eren segones residències i 11 estaven desocupats. 222 eren cases i 1 era un apartament. Dels 206 habitatges principals, 175 estaven ocupats pels seus propietaris, 28 estaven llogats i ocupats pels llogaters i 3 estaven cedits a títol gratuït; 8 tenien dues cambres, 24 en tenien tres, 43 en tenien quatre i 131 en tenien cinc o més. 183 habitatges disposaven pel capbaix d'una plaça de pàrquing. A 95 habitatges hi havia un automòbil i a 98 n'hi havia dos o més.

### Piràmide de població
La piràmide de població per edats i sexe el 2009 era:
| Homes | Edats   | Dones |
| ----- | ------- | ----- |
| 0     | 95 o +  | 0     |
| 0     | 90 a 94 | 8     |
| 0     | 85 a 89 | 8     |
| 0     | 80 a 84 | 4     |
| 0     | 75 a 79 | 8     |
| 12    | 70 a 74 | 8     |
| 16    | 65 a 69 | 12    |
| 12    | 60 a 64 | 12    |
| 8     | 55 a 59 | 4     |
| 16    | 50 a 54 | 16    |
| 16    | 45 a 49 | 4     |
| 12    | 40 a 44 | 16    |
| 28    | 35 a 39 | 32    |
| 16    | 30 a 34 | 16    |
| 16    | 25 a 29 | 16    |
| 24    | 20 a 24 | 12    |
| 16    | 15 a 19 | 4     |
| 32    | 10 a 14 | 8     |
| 32    | 5 a 9   | 12    |
| 16    | 0 a 4   | 16    |

## Economia
El 2007 la població en edat de treballar era de 375 persones, 247 eren actives i 128 eren inactives. De les 247 persones actives 217 estaven ocupades (128 homes i 89 dones) i 31 estaven aturades (7 homes i 24 dones). De les 128 persones inactives 37 estaven jubilades, 34 estaven estudiant i 57 estaven classificades com a «altres inactius».

### Ingressos
El 2009 a Recques-sur-Hem hi havia 212 unitats fiscals que integraven 620 persones, la mediana anual d'ingressos fiscals per persona era de 15.655 €.

### Activitats econòmiques
Dels 12 establiments que hi havia el 2007, 1 era d'una empresa alimentària, 2 d'empreses de construcció, 1 d'una empresa de comerç i reparació d'automòbils, 2 d'empreses d'hostatgeria i restauració, 2 d'empreses immobiliàries, 2 d'empreses de serveis, 1 d'una entitat de l'administració pública i 1 d'una empresa classificada com a «altres activitats de serveis».
Dels 3 establiments de servei als particulars que hi havia el 2009, 1 era un paleta, 1 fusteria i 1 agència immobiliària.
L'any 2000 a Recques-sur-Hem hi havia 4 explotacions agrícoles.

## Equipaments sanitaris i escolars
El 2009 hi havia una escola elemental integrada dins d'un grup escolar amb les comunes properes formant una escola dispersa.

## Poblacions més properes
El següent diagrama mostra les poblacions més properes.